# Hussayn ibn Hamdan
Al-Hussayn ibn Hamdan ibn Hamdun ibn al-Hàrith al-Adawí at-Taghlibí (àrab: الحسين بن حمدان بن حمدون بن الحارث التغلبي, al-Ḥusayn b. Ḥamdān b. Ḥamdūn b. al-Ḥāriṯ at-Taḡlibī), més conegut senzillament com a al-Hussayn ibn Hamdan fou el primer cap dels hamdànides després emirs de Mosul i Alep.
El seu pare era Hamdan ibn Hamdun, un cap kharigita que tenia la fortalesa de Mardin i la d'Ardumusht. El 895 el califa Mutamid va ocupar Mardin que Hamdan va evacuar. Llavors es va dirigir a Ardumusht i quan les forces del califa s'hi van presentar, Hamdan va deixar el comandament al seu fill al-Hussayn i va fugir. Al-Hussayn es va sotmetre al califa. Hamdan, després de ser perseguit un temps, fou capturat i empresonat.
Al-Hussayn va col·laborar amb el califa en la lluita contra el cap kharigita Harun al-Shari, i gràcies a la seva ajuda el cap rebel fou fet presoner (896). El califa li va donar a canvi el perdó pel seu pare i el comandament d'un cos de cavallers taghlibites (descendents de Tàghlib, com era el mateix al-Hussayn ibn Hamdan).
Llavors va participar en el Jibal a la lluita contra els dulàfides el 896 o 987 i a les expedicions contra els càrmates els anys següents.
El 903, amb el califa al-Muktafi, va anar amb el sàhib diwan al-jayx  Muhàmmad ibn Sulayman a Síria on va participar decisivament a la derrota de Sahb al-Khal que fou fet presoner. Va seguir amb Muhàmmad ibn Sulayman cap a Egipte que va ajudar a reconquerir als tulúnides (904-905) i va rebutjar el càrrec de governador d'aquest territori que el califa li va oferir.
El 906 combatia altre cop als càrmates a Síria i els seus aliats el kalbites, i els va expulsar cap al desert però no els va poder perseguir perquè els fugitius van destruir els pous i va haver de retornar a Rahba; els kalbites van arribar fins al baix Eufrates i van derrotar un exèrcit del califa a al-Kadisiyya i una caravana de pelegrins fou saquejada; noves tropes abbàssides van derrotar a càrmates i kalbites; la resta d'aquesta va intentar tornar a Síria per la ruta de l'Eufrates però foren aniquilats per al-Hussayn el març/abril del 907. Després va combatre els tamimites que saquejaven la Djazira i els va derrotar a Khunasira, i els va obligar a retornar a Síria.
Llavors era una de les principals personalitat de l'estat. Va donar suport a un fill d'al-Mútazz per succeir a al-Muktafi, però no fou escollit i quan va pujar al tron al-Múqtadir, fill d'al-Mútadid, va participar en un cop d'estat que havia de portar al tron a Ibn al-Mutazz. La seva tascar era executar al visir al-Abbàs ibn al-Hàssan al-Jarjaraí, un partidari d'al-Muktadir, al que va matar el 17 de desembre del 908; però quan va provar d'assassinar al jove califa no ho va aconseguir, ja que aquest havia fugit de l'hipòdrom i s'havia refugiat a palau. Ibn al-Mutazz fou proclamat califa i al-Hussayn es va presentar a palau per exigir la rendició d'al-Múqtadir. Però aquest, amb el suport del seu camarlenc Sawsan i els generals Munis al-Khadim i Munis al-Khazin (coneguts com els dos Munis) va resistir als rebels que no van poder entrar a palau. La reacció dels partidaris d'al-Múqtadir va capgirar la situació. Al-Hussayn va fugir a Mossul. Son germà Abd-Al·lah ibn Hamdan fou l'encarregat de perseguir-lo però no el va poder agafar i encara fou sorprès per al-Hussayn i derrotat. Per mitjà d'un altre germà de nom Ibrahim, va demanar el aman (perdó) que li fou concedit el 909 pel visir Ibn al-Furat i fou nomenat governador de Qom i Kashan, al Djibal. Aquí va lluitar al costat de Munis al-Khadim contra el safàrida al-Layth ibn Ali que s'havia apoderat de Sistan i Fars i contra el rebel general Subkara, que abans servia a al-Layth però s'havia revoltat contra aquest i s'havia aliat a Munis, contra el que també es va revoltar instigat pel seu lloctinent al-Kattal. Al-Hussayn el va derrotar i Subkara va fugir a territori samànida mentre al-Kattal fou fet presoner per al-Hussayn.
El 910 o 911 se li va oferir el govern de Fars, que va refusar, i va tornar a Bagdad però el visir Ibn al-Furat el va allunyar tot seguit i el va enviar com a governador al Diyar Rabia a la Djazira. Aquí va lluitar contra els romans d'Orient (913-914)
El 915 va entrar en conflicte amb el visir Alí ibn Issa (segons es creu per un conflicte sobre les finances del govern del Diyar Rabia i l'actuació d'al-Hussayn en aquest govern) i es va revoltar; un primer contingent enviat a la zona fou derrotat per al-Hussayn; poc després l'eunuc general Munis fou enviat contra ell des d'Egipte (916) i el va capturar quan al-Hussayn intentava arribar a Armènia (febrer del 916). Fou portat a Bagdad, sotmès a l'escarni públic, empresonat sota custòdia de l'intendent de palau Zaydan, i al cap de dos anys executat l'octubre/novembre de 918 quan es creu que participava des de la presó en un complot xiïta (en el que es sospita que participava el visir Ibn al-Furat); les raons no són clares, ja que també es vincula a la revolta de Yússuf ibn Abi-s-Saj a l'Azerbaidjan i va coincidir amb la destitució del visir Ibn al-Furat que es sospita que proposava el seu alliberament per enviar-lo a lluitar contra Yusuf; llavors el califa l'hauria fet executar per por d'una entesa entre al-Hussayn i Yússuf.